# Heliacus trochoides
Heliacus trochoides is een slakkensoort uit de familie van de Architectonicidae. De wetenschappelijke naam van de soort is voor het eerst geldig gepubliceerd in 1830 door Deshayes.